# آرتور هیوز
آرتور هیوز (انگلیسی: Arthur Hughes؛ ۲۷ ژانویهٔ ۱۸۳۲ – ۲۲ دسامبر ۱۹۱۵) یک نقاش و تصویرگر اهل بریتانیا بود.